# Насерово-Гурне
Насерово-Гурне (пол. Nasierowo Górne) — село в Польщі, у гміні Голимін-Осьродек Цехановського повіту Мазовецького воєводства.
Населення — 288 осіб (2011).
У 1975-1998 роках село належало до Цехановського воєводства.

## Демографія
Демографічна структура станом на 31 березня 2011 року:
|          | Загалом | Допрацездатний вік | Працездатний вік | Постпрацездатний вік |
| -------- | ------- | ------------------ | ---------------- | -------------------- |
| Чоловіки | 145     | 32                 | 100              | 13                   |
| Жінки    | 143     | 30                 | 83               | 30                   |
| Разом    | 288     | 62                 | 183              | 43                   |